# Вучкович, Любо
Любо Вучкович (серб. Љубо Вучковић; 22 января 1915, Люботинь — 7 июля 1976, Белград) — участник Народно-освободительной войны Югославии, генерал-полковник Югославской народной армии, Народный герой Югославии; с 29 апреля 1955 по 16 июня 1961 — начальник Генерального штаба Югославской народной армии.

## Биография
Родился 22 января 1915 года в черногорском селе Люботинь около Цетине. Окончил начальную школу в родном селе и гимназии в Цетине и Белграде. Окончил низшую школу военной академии в Белграде, служил в Мостаре. В годы Апрельской войны командовал ротой и сражался на Скадарском фронте, после капитуляции Югославии попал в итальянский плен, но сбежал оттуда. После возвращения в Мостар схвачен усташами, но сбежал и из их плена. На фронте Народно-освободительной войны с 13 июля 1941 года. С сентября того же года член коммунистической партии Югославии.
Изначально Вучкович командовал Ловченским партизанским отрядом. В июне 1942 года назначен командиром 1-го батальона 4-й черногорской ударной бригады, с ней организовал в июле того же года диверсию на железной дороге Сараево—Мостар. Во время второго нападения на Купрес отряд Вучковича прорвался в город, за что командир получил письменную благодарность от главнокомандующего партизанами Иосипа Броза Тито. Будучи командиром 2-й далматинской ударной бригады, он форсировал Неретву и Дрину: во время битвы на Неретве его бригада охраняла разрушенный мост во время переброски партизанских сил и боёв с четниками на левом побережье реки Неретвы.
Наиболее тяжёлыми битвами для 2-й далматинской ударной бригады стали бои за Горни-Баре и Дони-Баре, в которых участвовала и Главная оперативная группа Верховного штаба. Раненый Вучкович командовал бригадой и далее. С осени 1943 года он стал командиром 4-й черногорской ударной бригады и принял участие в боях за Колашин. Позднее он стал командиром 2-й пролетарской дивизии и возглавил прорыв в Сербию, а с сентября 1944 года как командир 13-го сербского армейского корпуса участвовал в боях за освобождение Сербии. До конца войны занимал пост начальника штаба 2-й армии.
С 1946 по 1948 годы Вучкович обучался в военной академии имени К. Е. Ворошилова, после возвращения из СССР занимал посты начальника Высшей военной академии и начальника Генерального штаба ЮНА (29 апреля 1955 — 16 июня 1961). Состоял в Совете народной обороны, возглавлял Союзный комитет Союза офицеров запаса Югославии.
Скончался 7 июля 1976 года в Белграде. Похоронен на Аллее почётных граждан Нового кладбища Белграда.
Награждён рядом орденов и медалей, в том числе Орденом Народного героя Югославии (20 декабря 1951).